# Аряєв Леонід Миколайович
Леонід Миколайович Аряєв (рос. Аряев Леонид Николаевич; 1923—1976) — радянський український вчений анестезіолог-реаніматолог, доктор медичних наук, професор, полковник медичної служби.
Організатор анестезіологічної служби в Одеській, Миколаївській та Херсонській областях Української РСР, а також в Молдавській РСР. Автор близько 100 наукових робіт, в тому числі двох монографій.

## Біографія
Народився 18 червня 1923 року в селі Тарханова, нині територія Мордовії.
Брав участь у Великій Вітчизняній війні, мав бойові нагороди.
Закінчив Військово-медичну академію в Ленінграді (ВМА, нині Військово-медична академія імені С. М. Кірова в 1946 році і факультет удосконалення хірургів при клініці академіка П. А. Купріянова в 1957 році. Також навчався на курсах анестезіології в Військово-медичної академії в 1958—1965 роках.
У 1946—1955 роках Леонід Аряєв працював хірургом медсанчастини, в 1957—1967 роках був начальником відділення анестезіології та реаніматології Одеського військового окружного госпіталю і одночасно викладав на курсах підвищення кваліфікації в цьому ж госпіталі. У 1966 році захистив в ВМА докторську дисертацію на тему «Анальгезия і поверхневий наркоз закисом азоту при нетривалих операціях, деяких діагностичних дослідженнях і з лікувальною метою». З 1967 року працював в Одеському медичному інституті (нині Одеський національний медичний університет: доцент (1967—1068), професор кафедри хірургії (1968—1969), завідувач кафедри анестезіології та реаніматології (1969—1976). Також був головним спеціалістом Одеського обласного відділу охорони здоров'я, організовував служби анестезіології та реаніматології в південному регіоні України і в Молдавії. Під керівництвом Л. М. Аряєва були виконані 1 докторська і 13 кандидатських дисертації.
Помер 4 квітня 1976 року у Одесі, Українська РСР. Був похований на Другому Християнському кладовищі міста. Його син — Микола (нар. 1950), теж став ученим-медиком.
Був нагороджений орденом Червоної Зірки і медалями в числі яких «За оборону Ленінграда», «За бойові заслуги», «За перемогу над Німеччиною у Великій Вітчизняній війні 1941—1945 рр.».